# Дафнідейл-Парк (Каліфорнія)
Дафнідейл-Парк (англ. Daphnedale Park) — переписна місцевість (CDP) в США, в окрузі Модок штату Каліфорнія. Населення — 129 осіб (2020).

## Географія
Дафнідейл-Парк розташований за координатами 41°30′27″ пн. ш. 120°33′14″ зх. д. / 41.50750° пн. ш. 120.55389° зх. д. (41.507422, -120.553921).  За даними Бюро перепису населення США в 2010 році переписна місцевість мала площу 3,45 км², з яких 3,45 км² — суходіл та 0,00 км² — водойми.

## Демографія
Згідно з переписом 2010 року, у переписній місцевості мешкали 184 особи в 76 домогосподарствах у складі 46 родин. Густота населення становила 53 особи/км².  Було 83 помешкання (24/км²).
Расовий склад населення:
| - 90,2 % — білих - 3,3 % — корінних американців - 2,2 % — вихідців з тихоокеанських островів - 1,1 % — чорних або афроамериканців - 1,1 % — осіб інших рас |

До двох чи більше рас належало 2,2 %. Частка іспаномовних становила 9,8 % від усіх жителів.
За віковим діапазоном населення розподілялося таким чином: 21,7 % — особи молодші 18 років, 65,8 % — особи у віці 18—64 років, 12,5 % — особи у віці 65 років та старші. Медіана віку мешканця становила 45,8 року. На 100 осіб жіночої статі у переписній місцевості припадало 121,7 чоловіків;  на 100 жінок у віці від 18 років та старших — 97,3 чоловіків також старших 18 років.
Цивільне працевлаштоване населення становило 14 особи. Основні галузі зайнятості: оптова торгівля — 100,0 %.